# Sistema Cubano de Béisbol
El Sistema cubano de béisbol es una estructura de ligas y series que están dirigidas por la Federación Cubana de Béisbol Aficionado (FCBA) y termina en el campeonato nacional y las selección del equipo Cuba.
Los jugadores son aficionados (amateur) y juegan por las provincias donde residen. Todas las provincias de Cuba están representadas por equipos.

## Organización

### Serie Nacional de Béisbol
Las Series Nacionales generalmente se realizan desde noviembre hasta abril con un calendario de 90 juegos. La temporada regular es seguida por un play off de tres rondas sucesivas que culmina en la discusión por el campeonato. Esta serie se ha jugado cada invierno desde la temporada 1961-1962. Hay 16 equipos organizados en Zona Oriental y Zona Occidental. Los mejores cuatro equipos de cada zona (liga) avanzan a los play off, cuyo ganador se corona en abril. Dos equipos han dominado generalmente la Serie Nacional en los últimos años: Industriales y Santiago de Cuba.

### Súper Ligas
Las Súper Ligas se jugaban usualmente desde mayo hasta julio con un calendario de alrededor de 28 juegos. A la serie la continuaba un play off entre los dos mejores equipos. Los equipos eran integrados por los mejores jugadores de la Serie Nacional. Luego, los jugadores del equipo Cuba eran seleccionados de la Súper Liga. Cinco equipos integraban la liga:
- Occidentales
- Centrales
- Orientales
- Campeón de la Serie Nacional
- Subcampeón de la Serie Nacional

La Súper Liga tuvo corta duración, principalmente porque no tuvo respaldo de la afición que no se veía representada, pues incluso los equipos correspondientes al campeón y subcampeón nacional recibían "refuerzos" de otras regiones del país.

## Historia
Previo al triunfo de la Revolución Cubana, varias ligas y equipos profesionales, semiprofesionales, industriales y amateur florecieron en Cuba, incluyendo la Liga Cubana de Béisbol, de carácter profesional y la liga menor Havana Sugar Kings
Desde el triunfo de la Revolución Cubana, el béisbol continuó prosperando como el pasatiempo nacional. El Instituto Nacional de Deporte, Cultura Física y Recreación (INDER) fue creado por el gobierno en febrero de 1961 y en marzo, luego de la finalización de la temporada 1960-1961 de la Liga Cubana, se decretó la eliminación del béisbol profesional y se comenzó a proyectar la un campeonato nacional de carácter aficionado. 
La primera Serie Nacional, estaba compuesta por cuatro equipos: Occidentales, Orientales, Habana y Azucareros. La temporada siguiente el número de equipos se incrementó a seis, y en 1967 a doce. La expansión del béisbol a las provincias estuvo acompañada por la construcción de nuevos estadios en las capitales provinciales, llevando béisbol de primer nivel a las poblaciones de estos territorios. Esta expansión realzó considerablemente el amplio acceso de toda la nación al béisbol de mayor calidad. Los dos nuevos equipos establecidos en La Habana, Industriales y Metropolitanos, eran similares a los antiguos equipos rivales de la Liga Cubana profesional, Almendares y Habana en el que Industriales, como Almendares, vestían de azul, mientras Metropolitanos y Habana vestían de rojo. Sin embargo, después de que Industriales lograran arrebatar cuatro campeonatos consecutivos de 1963 a 1966, comenzaron a ser reconocidos como el primer equipo en Cuba. Metropolitanos, por su parte no logró ser competitivo y restablecer la rivalidad. Actualmente es considerado un equipo de segundo nivel, en el que los jugadores jóvenes y veteranos venidos a menos conforman la selección.
Un número considerable de personas fueron importantes en la transición al béisbol revolucionario. Gilberto Torres dirigió el incipiente equipo nacional y transmitió su vasto conocimiento del juego a las nuevas generaciones de jugadores aficionados. Pedro "Natilla" Jiménez dirigió diverso equipos provinciales y fue entrenador de pitcheo de la selección nacional. Juan Vistuer, Asdrúbal Baró y Pedro Chávez fueron también prominentes entrenadores y mentores en la transición. Conrado Marrero (ex lanzador de los Washington Senators) permaneció en Cuba donde fue entrenador de pitcheo de diferentes equipos.
El Sistema nacional de béisbol está diseñado tanto como para desarrollar el talento atlético de la nación como para ofrecer entretenimiento al público. Los niños que se distinguen como promesas son enviados a academias de deporte para un entrenamiento y desarrollo competitivo extensivo, con el objetivo de desarrollar los atletas del país. Algunos jugadores logran integrar el equipo municipal y avanzar en el deporte sin entrenamiento en academias, pero son casos excepcionales. Aun cuando los jugadores son amateur, los jugadores de élite se encuentran en una división superior y son mejor recompensados. Un problema que aqueja a los atletas de alto rendimiento en Cuba, sin embargo, es la escasez de oportunidades para competir contra los mejores jugadores del mundo. Una oportunidad para enfrentar a los mejores jugadores profesionales se hizo finalmente realizable con la creación del Clásico Mundial de Béisbol en 2006 de carácter cuatrienal.
Otros memorables eventos en la historia del Sistema nacional cubano de béisbol son los siguientes:
- El 16 de enero y el 25 de junio de 1966, el derecho Aquino Abreu lanzó un back-to-back no-hitters (contra Occidentales e Industriales), haciendo la misma hazaña que el grandeliga Johnny Vander Meer.

- El 13 de agosto de 1966 José Ramón López estableció un récord de temporada para todos los tiempos de 309 ponches. Aunque López ponchó 12 bateadores seguidos en un juego, lo perdió 2-0.

- El 12 de abril de 1980, dos jugadores del mismo equipo, Rey Vicente Anglada y Jorge Beltrán de Habana, conectaron jonrones con bases llenas en una entrada. Extraordinariamente, el mismo día los grandeligas Cecil Cooper y Don Money de los Milwaukee Brewers lograron la misma proeza.

- en 1985 Lázaro Vargas de Industriales impuso el récord para Series Nacionales para consecutive-game hitting streak by hitting safely in 31 straight games.

- En 1990 gran jugador de todos los tiempos Omar Linares bateó para más de .400 por tercera vez para ganar su tercer campeonato de bateo. Linares es considerado ampliamente uno de los mejores antesalistas de todos los tiempos.

- En marzo de 1994 Lázaro Junco ganó su octavo campeonato de jonrones. Junco se retiró con el récord de 405 jonrones de por vida (sobrepasado luego por Orestes Kindelán)

- El 28 de marzo de 1999 los Baltimore Orioles son el primer equipo de Grandes Ligas en 40 años que juegan en Cuba, enfrentándose a la selección nacional de la Isla ante 55 000 aficionados en el Estadio Latinoamericano en La Habana.

## Emigrantes
Un número de emigrantes desde Cuba (en ocasiones definidos como "desertores") han jugado en las Grandes Ligas. Inmediatamente después del triunfo de la Revolución Cubana muchos de los exjugadores profesionales de béisbol emigraron, pero en los siguientes 30 años relativamente pocos abandonaron Cuba. Desde 1991, sin embargo, el número de jugadores que han emigrado para intentar jugar en la Gran Carpa se ha incrementado.